# Президентские выборы в США (1828)
Президентские выборы в США 1828 года проходили с 31 октября по 2 декабря 1828 года. Основными кандидатами, как и на прошлых выборах были Джон Куинси Адамс и Эндрю Джексоном, которые выдвигались от Национальной республиканской и Демократической партий соответственно. Обе партии участвовали в президентских выборах впервые. В этот раз президентом стал Джексон. Это был второй случай в американской истории, когда действующий президент проиграл выборы, а также второй случай «переигровки», когда обоими основными кандидатами в президенты становились те же претенденты, что и на прошлой кампании. Кроме того, Эндрю Джексон стал третьим из числа основных кандидатов в президенты, кто пошёл на новые выборы после поражения на предыдущих.
После краха партии федералистов четыре члена Демократическо-республиканской партии, в том числе Джексон и Адамс претендовали на пост президента в 1824 году. Джексон выиграл относительное (но не абсолютное) большинство как среди выборщиков, так и среди избирателей на выборах, но проиграл голосование, проводившееся в Палате представителей. После выборов сторонники Джексона обвинили Адамса и спикера Палаты представителей Генри Клея в «коррумпированной сделке», в которой Клей помог Адамсу выиграть парламентское голосование в обмен на должность государственного секретаря. После выборов 1824 года сторонники Джексона начали строить планы на реванш на следующих выборах 1828 года. Демократическо-республиканская партия распалась на Национальную республиканскую партию и Демократическую партию во время президентства Адамса.
Джексон доминировал на Юге и Западе, в то время как Адамс пользовался поддержкой в Новой Англии, кроме которой он выиграл всего 3 небольших штата. Несколько штатов перешли к всенародному голосованию за президента, в результате чего Южная Каролина и Делавэр остались единственными штатами, в которых выборщики выбирались законодательным органом.
Выборы ознаменовали подъем «Джексоновской демократии» и переход от первой партийной системы ко второй. Историки спорят о значении выборов, при этом многие утверждают, что они положили начало современной американской политике, устранив ключевые препятствия для участия в выборах и установив стабильную двухпартийную систему.

## Результаты
| Кандидат          | Партия                              | Избиратели | Избиратели | Выборщики |
| Кандидат          | Партия                              | Количество | %          | Выборщики |
| ----------------- | ----------------------------------- | ---------- | ---------- | --------- |
| Эндрю Джексон     | Демократическая партия              | 638 348    | 55,33%     | 178       |
| Джон Куинси Адамс | Национальная республиканская партия | 507 440    | 43,98%     | 83        |
| Другие            | —                                   | 7 991      | 0,69%      | —         |
| Всего             | Всего                               | 1 153 779  | 100%       | 261       |